# Langy
Langy település Franciaországban, Allier megyében. Lakosainak száma 274 fő (2022. január 1.). Langy Boucé, Créchy, Rongères, Saint-Gérand-le-Puy és Sanssat községekkel határos.

## Népesség
A település népességének változása:
| Lakosok száma | 259  | 187  | 194  | 233  | 274  | 280  | 272  | 271  | 270  | 274  |
|               | 1968 | 1982 | 1990 | 2006 | 2013 | 2015 | 2017 | 2019 | 2020 | 2022 |